# Kalfsvlees Milanese

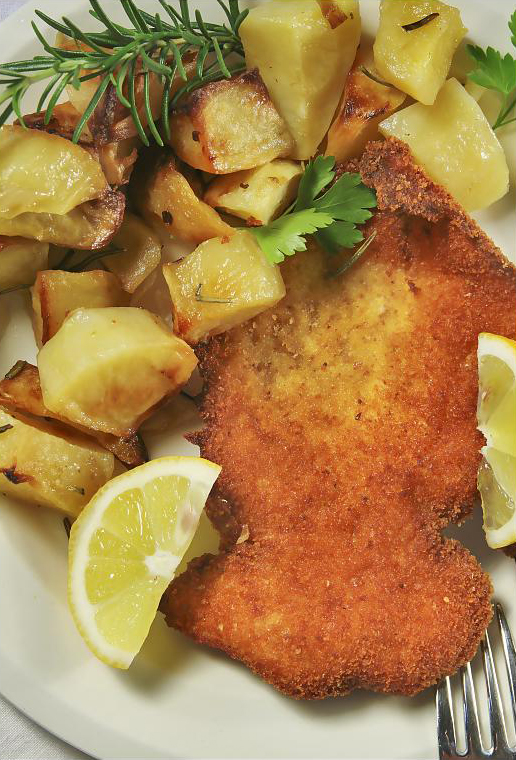
Milanese kalfskotelet met aardappels

Kalfsvlees Milanese, kalfsvlees alla Milanese of Milanese kalfsschnitzel (Italiaans: cotoletta alla milanese, Lombardisch: co(s)toleta a la milanesa) is een Italiaans gerecht, een populaire variant van de cotoletta. Het is een van de karakteristieke gerechten van Milaan, samen met risotto alla milanese en panettone. Het vleesgerecht wordt traditioneel bereid met een kotelet van kalfsvlees. Een variant met kippenvlees, die bekendstaat onder de naam chicken Milanese (Italiaans: pollo alla milanese), is populair in de Verenigde Staten en andere Engelstalige landen.

## Geschiedenis
In Milaan is dit vleesgerecht terug te voeren tot het jaar 1134, wanneer het genoemd wordt bij een banket voor de kanunnik van de Basiliek van Sint-Ambrosius. Kalfsvlees Milanese is vergelijkbaar met de Oostenrijkse Wiener schnitzel, die pas ontstond in Oostenrijk in de 19e eeuw.
Verscheidene andere gerechten met gepaneerd vlees uit Zuid-Amerika zijn geïnspireerd door kalfsvlees Milanese en staan bekend als milanesa. Een van de varianten is a la napolitana, waarbij het vlees wordt bereid met kaas en tomaat.